# Dinastía Kanva
La dinastía Kanva o Kanvayana es una dinastía de brahmines que sustituyó a la dinastía shunga en Magadha y que gobernó en la parte oriental de la antigua India desde el 75 a. C. al 30 a. C.
El último gobernante de la dinastía Shunga, Devabhuti, fue destronado por Vasudeva de la dinastía Kanva en el 75 a. C. El nuevo señor Kanva permitió a los reyes Shunga continuar gobernando en algunos remanentes de sus antiguos dominios, mientras que Magadha fue gobernada por cuatro gobernantes de la dinastía Kanva. Su dinastía fue desalojada del poder por la dinastía Satavahana o dinastía Andhrabhrtya de Amarāvatī.

## Gobernantes
- Vasudeva (c. 75-c. 66 a. C.)
- Bhumimitra (c. 66-c. 52 a. C.)
- Narayana (c. 52-c. 40 a. C.)
- Susharman (c. 40-c. 30 a. C.)